# HFC Bank Stadium
Pour les articles homonymes, voir Stadium et ANZ Stadium.
Le HFC Bank Stadium, originellement nommé stade national de Suva, est un stade omnisports de Suva aux Fidji. Construit en 1951 sous le nom de Buckhurst Park, il fait l'objet de travaux en 1979 à l'occasion des Jeux du Pacifique de 1979 et est renommé National Stadium.
D'une capacité de 15 000 places, il accueille principalement des matchs de football, de rugby à XV et de rugby à XIII.

## Historique
Le stade est construit par la Fiji Amateur Sports Association, en 1951, sur des terrains d'une superficie de seize hectares donnés par WHB Buckhurst en 1948,,. Le stade accueille en juillet 1964 sa première rencontre internationale de rugby à XV. Les Māori de Nouvelle-Zélande s'imposent sur les Fidji sur le score de 26 à 9.
Il est rénové en 1979 à l'occasion des Jeux du Pacifique de 1979, pour la somme de 3 500 000 dollars des Fidji. Un chantier de rénovation est lancé en 2012 avec un budget de 17 500 000 dollars des Fidji financé par la banque ANZ contre un accord de nommage, pour étendre sa capacité et répondre aux standards des organismes de la FIFA et de l'IRB. La nouvelle enceinte a une capacité de 15 000 places. Il est inauguré le 11 juin 2013, avant son ouverture officielle le lendemain pour la rencontre de rugby à XV entre l'équipe nationale et les Classic All Blacks (en) comptant également dans le cadre du centenaire de la fédération fidjienne de rugby à XV.
En juin 2022, alors que le contrat de nommage de ANZ arrive à terme, il revient à la banque HFC Bank.